# Luční mlýn (Lochovice)
Luční mlýn v Oboře u Lochovic v okrese Beroun je vodní mlýn, který stojí na potoce Litavka. Je chráněn jako nemovitá kulturní památka České republiky; předmětem ochrany je obytné stavení s mlýnicí, hospodářské stavení, stodola, náhon, oplocení s branou a brankou a pozemky vymezeného areálu.

## Historie
Mlýn je zaznamenán v odhadu statku Lochovice ze dne 5. října 1640 jako mlýn o jednom korečníku a stoupě. V roce 1880 jej vlastnil Jos. Petřík. Nabízen byl také v dražbě.

## Popis
Areál mlýna je tvořen obytným stavením s mlýnicí, hospodářskými budovami, torzem stodoly, oplocením a náhonem. Obytný dům s mlýnicí stojí na jižní straně dvora, na západní straně dvora se nachází hospodářské stavení, na severní torzo stodoly a na východní hospodářské stavení, které je nově postavené se zachovalou starší zadní částí. Jižně od mlýnice jsou novodobá stavidla, regulující průtok vody do mlýnice a do strouhy. Na východní straně jsou zbytky oplocení s pilíři a pilířovou bránou.
Voda na vodní kolo byla vedena od jezu přes stavidlo náhonem a odtokovým kanálem se vracela zpět do potoka. V roce 1930 zde byla dvě kola na svrchní vodu o hltnosti 0,207 a 0,060 m³/s na spádu 3,9 metru a výkonu 8,76 HP. Kola byla nahrazena Francisovou turbínou.

## Okolí mlýna
U mlýna rostou dva památné stromy - dub letní a lípa malolistá.